# Trézéguet
Mahmoud Ahmed Ibrahim Hassan (arabiska: محمود أحمد إبراهيم حسن), mer känd som Trézéguet, född 1 oktober 1994 i Kafr el-Sheikh, är en egyptisk fotbollsspelare som spelar för Trabzonspor. Han representerar även Egyptens landslag.

## Klubbkarriär
Den 24 juli 2019 värvades Trézéguet av Aston Villa. Den 4 juli 2022 värvades Trézéguet av Trabzonspor, där han skrev på ett fyraårskontrakt.

## Landslagskarriär
I december 2021 blev Trézéguet uttagen i Egyptens trupp till Afrikanska mästerskapet 2021.